# Denkalya central
Le Denkalya Central est un district de la région du Debub-Keih-Bahri au sud de l'Érythrée. La principale ville et capitale de ce district est Édd (ou Idi). Le district abrite également une partie du bloc Danakil avec notamment les volcans Nabro et Dubbi. Le Denkalya central se situe au sud du district Are'eta et au nord du Denkalya méridional.